# Ids de Beer
Ids de Beer (Nes (West-Dongeradeel), 7 juli 1916 - Leeuwarden, 2 februari 1945) was een Nederlandse verzetsstrijder tijdens de Tweede Wereldoorlog.
De Beer was handelsreiziger en woonde in Dokkum. Hij was lid van de LO van Dokkum. Zijn verzetsnaam was "Viervoeter". De Beer was gereformeerd en handelde vanuit zijn Bijbelse overtuigingen tegen het onrecht. Hij was getrouwd en liet een vrouw en twee kinderen na.

## Samenvatting
Bij een actie van het verzet waren twee Duitsers omgekomen. Nadat door de Represaille in Dokkum aan de Woudweg twintig gevangenen op 22 januari 1945 waren doodgeschoten, waren de Duitsers bijzonder actief bij het opsporen van verzetsmensen en zochten alle verzetsmensen uit de regio zo snel mogelijk een veilig heenkomen. Ook De Beer stond op de lijst van gezochten en werd uiteindelijk op 31 januari 1945 ontdekt toen hij even thuis was. Bij de vluchtpoging, onder winterse en mistige omstandigheden, is De Beer door een Duitse soldaat aangeschoten. Er mocht niemand hulp bieden. Pas in de namiddag hebben buren hem op een ladder, die dienst deed als brancard, opgehaald en naar huis gebracht. De Duitsers hebben hem daar opgehaald en naar het ziekenhuis in Leeuwarden gebracht. Hier is hij nog verhoord en op 2 februari 1945 aan zijn verwondingen overleden.
Op de dwinger van het Noorderbolwerk is een verzetsmonument opgericht met de namen van 51 slachtoffers tijdens de bezetting. Ook de naam Ids de Beer wordt vermeld. Hij ligt begraven op de Hervormde Begraafplaats te Nes. In dit dorp is voor hem en andere verzetsmensen een persoonlijk gedenkteken opgericht. Er is in Nes een straat naar De Beer vernoemd, de Ids de Beerstrjitte. In 2019 is in Theaterkerk Nes de eerste Ids de Beer-lezing gehouden. Inmiddels is de Ids de Beer-lezing een jaarlijks evenement in Nes.

## Jeugd en gezin
Op 7 juli 1916 wordt Ids de Beer geboren in Nes, slechts enkele minuten na zijn tweelingbroer Freek. De jongens zijn de jongste kinderen in het gezin van Freerk Gatzes de Beer en Sytske Dirks Banga. Samen met hun acht oudere broers en zussen groeien ze voorspoedig op.
Na zijn schooltijd begint Ids als handelsreiziger. Samen met zijn zwager Klaas de Jong, de man van zijn zus Sieuke, runt hij een groothandel in papier aan de Koningstraat in Dokkum, wat destijds een grossierderij werd genoemd. Dokkum wordt ook zijn thuis, waar hij gaat wonen met zijn vrouw Tietje de Vries. Het jonge stel betrekt een huis aan de dr. Camphuysenstraat, en al snel wordt het gezin uitgebreid. In 1941 wordt hun eerste zoon Freerk geboren, gevolgd door een tweede zoon, Jacob, in 1943.
Klaas en Sieuke wonen met hun gezin in dezelfde straat als Ids en Tietje. Dit blijkt bijzonder handig, want hun dochter Janny vindt het leuk om af en toe op de kinderen van Ids en Tietje te passen. Zo groeien de gezinnen hecht samen op in Dokkum.

## Verzetsstrijder
Hoewel Ids en zijn vrouw Tietje thuis een goed leven hebben, blijven ze niet onverschillig voor het lot van anderen die door de oorlog hun leven moeten vrezen. Als gelovige mensen kunnen ze de daden van de Duitse bezetter niet verenigen met hun principes. De Beer was gereformeerd en handelde vanuit zijn Bijbelse overtuigingen tegen het onrecht. Daarom besluit Ids zich aan te sluiten bij het verzet. Hij wordt actief als medewerker van de L.O. (Landelijke Organisatie voor Hulp aan Onderduikers) en neemt de schuilnaam 'Viervoeter' aan. Deze naam verwijst symbolisch naar zijn tweelingbroer Freek, alsof hij hem op die manier bij zijn werk wil betrekken.

Er is weinig bekend over de precieze activiteiten van Ids in het verzet. Zijn zoon Freerk vertelt in 2014:
"Mijn broer en ik kunnen ons persoonlijk bijna niets herinneren van de rol van heit in het verzet. Ik was nog geen vier jaar oud en mijn broer nog geen twee toen heit in februari 1945 overleed. Mem wist weinig omdat heit haar, uit veiligheidsoverwegingen, zo min mogelijk had verteld. Daarnaast was mem geen prater, dus de dingen die ze wel wist, vertelde ze eigenlijk ook niet. Via een oudere neef en nicht hebben we later wel wat gehoord. Wat we zeker weten, is dat hij zorgde voor bonkaarten, valse papieren, en dat hij actief deelnam aan het onderbrengen van Joodse kinderen op verschillende onderduikadressen."
Door getuigenissen van mede-verzetsstrijders is een duidelijker beeld ontstaan van het verzetswerk van Ids de Beer tijdens de Tweede Wereldoorlog. Uit archiefstukken van de stichting '40-'45 blijkt onder andere dat hij contact had met Dirk Humalda.
Op een gegeven moment bood Ids onderdak aan enkele onderduikers in zijn groothandel aan de Koningstraat in Dokkum, zonder dit aan zijn zwager en zakenpartner te vertellen. Bij hun vertrek lieten de onderduikers een excuusbriefje achter, dat in de familie bewaard is gebleven.
In 1943 ontstond er een dringende situatie toen voor meer dan 60 Joodse onderduikers uit Dantumadeel nieuwe schuilplaatsen moesten worden gevonden. De onderduikers liepen gevaar door het verraad van Frans Vergonet, die zich eerst voordeed als iemand die Joden wilde helpen, maar hen in werkelijkheid verried nadat hij hen financieel had uitgekleed. Het verzet ontdekte dit verraad en regelde nieuwe schuiladressen voor de bedreigde Joden. Ids was hierbij betrokken en hielp onder andere de dertienjarige Geertje van Rhijn uit Rotterdam, die in Wouterswoude ondergedoken zat. Hij zorgde ervoor dat zij veilig naar Holwerd werd gebracht en later naar andere onderduikadressen in Nes en Wetsens, waar ze kon blijven tot de bevrijding. Na de oorlog plaatste Geertje een advertentie in de Dokkumer krant om haar dankbaarheid te tonen.
Ids bekommerde zich om meerdere Joodse kinderen. In de winter van 1944 ving de familie De Beer bijvoorbeeld Joseph Veffer uit Bussum op, en ook Henk Strijker, een jongetje met een Joodse moeder en een niet-Joodse vader, kreeg via Ids een schuilplaats in Metslawier bij meester Betzema.

## Arrestatie
Op 13 januari 1944 ontdekken de Duitsers verzetswapens die verborgen zijn in een hooiberg in Aalsum. Dit leidt tot arrestaties en verhoren, waarna nog meer mensen worden opgepakt. Vermoedelijk noemen enkele gearresteerden tijdens hun verhoren namen van andere verzetsmensen, want de Duitsers beschikken op dat moment over een lijst met namen en gaan doelgericht te werk. Ook de naam van Ids de Beer staat op deze lijst, samen met zijn schuilnaam 'Viervoeter'.
Om te voorkomen dat de Duitsers nog meer informatie verkrijgen, organiseert het verzet op 19 januari een bevrijdingsactie. Tijdens deze actie vallen aan Duitse zijde twee doden. Als vergelding slaan de Duitsers hard terug door 20 mannen in Dokkum te fusilleren. De sfeer in de stad is hierdoor grimmig.
Op dat moment heeft Ids de stad al verlaten met zijn gezin. Direct na de ontdekking van de wapens in Aalsum begrijpt hij dat hij moet onderduiken, omdat de kans groot is dat zijn naam tijdens de verhoren genoemd zal worden. Zijn tweelingbroer Freerk en zijn broer Anne werden beiden opgepakt, Anne zelfs in Paesens, maar Ids wist te ontkomen.
Na een paar weken ondergedoken te zijn in Nes, keert Tietje met de kinderen terug naar Dokkum. Voor Ids is het echter nog te gevaarlijk om naar huis te gaan, dus blijft hij ondergedoken. Ondertussen zet hij zijn verzetswerk voort.

Jan Dam, een mede-verzetsstrijder uit Paesens, herinnert zich een avond op 31 januari 1945:
"Na de fusillade komen wij, Ids de Beer, Humalda, ikzelf en nog een aantal mannen, samen in de oude kweekschool aan de weg van Dokkum naar Hantum om te overleggen. Op weg naar huis zien we een Duitse patrouille, die Ids in de gaten krijgt. Ze volgen hem op afstand. Thuis aangekomen is zijn vrouw blij om hem te zien, maar ze maakt zich ook zorgen. Ids wil nog wat hout hakken en bij de konijnen kijken. Zijn vrouw zegt hem dat ze zich niet gerust voelt en dat hij beter niet thuis kan blijven. Ids is het met haar eens. Een paar tellen later horen ze iets in de straat; het zijn de Duitsers die op komst zijn."
Op de avond van 31 januari 1945 dringen de Duitsers de Dr. Camphuysenstraat in Dokkum binnen. Niet alleen Ids de Beer wordt gealarmeerd, maar ook zijn buurman Wiebe Baron, die eveneens actief is in het verzet. Wiebe heeft onderduikers geholpen, Joden ondergebracht in Tietjerk en Suawoude, en bonnen geleverd aan mensen die zich verborgen hielden. Op deze avond ziet hij de Duitsers naderen en besluit te vluchten in de richting van het spoorwegstation. Zijn zoon, Anne Baron, staat voor het raam en ziet zijn vader wegrennen, terwijl Ids de Beer de andere kant op vlucht. Beide mannen rennen voor hun leven.
Plots ziet Anne een Duitse soldaat zijn geweer richten op Ids en het schot lossen. Anne hoort de knal en ziet machteloos hoe Ids in elkaar zakt. De situatie is chaotisch, mensen schreeuwen en rennen rond. Enkele buurtbewoners haasten zich naar Ids, die zwaargewond op de grond ligt maar nog leeft. De Duitsers verbieden hem mee te nemen naar een ziekenhuis. Zijn zus Sieuke haalt een deken voor hem, zodat hij toch wat beschutting heeft terwijl hij twee uur lang in de open lucht ligt te wachten. Uiteindelijk wordt Ids door enkele mannen uit het weiland gehaald en meegenomen naar Leeuwarden. Ondanks zijn verwondingen blijft Ids bij bewustzijn en vraagt de mannen om zijn koerierster Ymkje te waarschuwen. Zijn vrouw Tietje wil met hem mee naar het ziekenhuis, maar de Duitsers dwingen haar uit te stappen. Ids wordt afgevoerd naar het Bonifatiusziekenhuis in Leeuwarden, waar hij terechtkomt op een speciale afdeling voor Duitse soldaten en gevangenen. Een bewaker wordt naast zijn bed geplaatst.
Nadat Ids naar het ziekenhuis is gebracht, haalt zijn zestienjarige neef Klaas de deken uit het weiland. De deken is doordrenkt van bloed. Tietje wil niets liever dan haar man in het ziekenhuis bezoeken, maar dat wordt haar verboden. Zijn zus Sieuke probeert het en op 2 februari lukt het haar om bij Ids te komen. Ze betreedt schoorvoetend de kamer van haar broer, maar komt tot de schokkende ontdekking dat hij net is overleden. Ze voelt nog hoe zijn lichaam warm is en beseft dat ze te laat is gekomen. In tranen huilt ze om het verlies van haar broer. De bebloede trui die Ids aanhad, vol kogelgaten, wordt meegenomen naar huis en jarenlang door Tietje bewaard op zolder.
Ids de Beer wordt begraven op de Hervormde Begraafplaats in zijn geboortedorp Nes. Op zijn graf prijkt een monument: een zuil van twee meter hoog, bekroond met een gebeeldhouwde vlam waarin de Nederlandse leeuw is afgebeeld. Het opschrift luidt: "Fallen yn 'e striid tsjin ûnrjocht en slavernij, dat wy yn frede foar rjocht en frijdom weitsje" (Gevallen in de strijd tegen onrecht en slavernij, opdat wij in vrede voor recht en vrijheid waken). In Nes is later een straat naar hem vernoemd: de Ids de Beerstjitte. Zijn naam wordt ook vermeld op het oorlogsmonument aan het Noorderbolwerk in Dokkum, als eerbetoon aan zijn moed en opoffering.